# Danh sách phim ngắn của Pixar
Bắt đầu với bộ phim thứ hai Đời con bọ, tất cả các phim dài sau đó của Pixar đều được chiếu kèm với một phim ngắn khi ra rạp. Các phim ngắn khác của Pixar, chỉ phát hành trên các phương tiện truyền thông cho gia đình, được tạo ra để giới thiệu những khả năng của Pixar (về công nghệ, điện ảnh), hoặc dành cho khách hàng cụ thể.
Những đoạn phim ngắn đầu tiên được tạo ra từ khi Pixar vẫn còn là một công ty phần cứng, khi John Lasseter là họa sĩ hoạt hình chuyên nghiệp duy nhất trong bộ phận hoạt hình khi đó còn rất nhỏ của công ty. Bắt đầu với Geri's Game, sau khi Pixar trở thành một xưởng phim hoạt hình, tất cả các phim ngắn sau đó đều được sản xuất với nhân lực và chi phí lớn hơn.
Năm 1991, Pixar sản xuất bốn đoạn phim ngắn bằng công nghệ đồ họa máy tính cho chương trình Sesame Street. Các đoạn phim với các câu chuyện khác nhau về hai nhân vật Luxo Jr. và Luxo - Surprise (1992), Light and Heavy (1990), Up and Down (1993), and Front and Back (1994).
Cũng bắt đầu với Đời con bọ, Pixar đã tạo thêm các đoạn phim mở rộng từ các bộ phim dài của họ với nội dung nằm ngoài câu chuyện chính. Ban đầu, các đoạn phim này thường được làm dưới dạng các phần bị cắt bỏ khỏi bộ phim chính, được chiếu kèm trong phần credit cuối phim. Với các phim kể từ Công ty quái vật (ngoại trừ Đi tìm Nemo, Câu chuyện đồ chơi 3 và Lò đào tạo quái vật), các đoạn phim mở rộng được làm dành riêng cho phiên bản DVD. Từ năm 2010, tất cả các phim ngắn này trừ BURN-E và Dug's Special Mission đều được bán trên Apple's iTunes Store.

## Phim ngắn

### Nguyên bản
| Tên                                  | Năm  | Phát hành lần đầu tại rạp cùng phim | Phát hành cho gia đình lần đầu cùng phim | Giải Oscar cho phim hoạt hình ngắn |
| ------------------------------------ | ---- | ----------------------------------- | ---------------------------------------- | ---------------------------------- |
| The Adventures of André and Wally B. | 1984 |                                     |                                          |                                    |
| Luxo Jr.                             | 1986 | Câu chuyện đồ chơi 2                | Câu chuyện đồ chơi 2                     | Đề cử                              |
| Red's Dream                          | 1987 |                                     |                                          |                                    |
| Tin Toy                              | 1988 |                                     | Câu chuyện đồ chơi                       | Đoạt giải                          |
| Knick Knack                          | 1989 | Đi tìm Nemo                         | Đi tìm Nemo                              |                                    |
| Geri's Game                          | 1997 | Đời con bọ                          | Đời con bọ                               | Đoạt giải                          |
| For the Birds                        | 2000 | Công ty Quái vật                    | Công ty Quái vật                         | Đoạt giải                          |
| Boundin'                             | 2003 | Gia đình siêu nhân                  | Gia đình siêu nhân                       | Đề cử                              |
| One Man Band                         | 2005 | Vương quốc xe hơi                   | Vương quốc xe hơi                        | Đề cử                              |
| Lifted                               | 2006 | Chuột đầu bếp                       | Chuột đầu bếp                            | Đề cử                              |
| Presto                               | 2008 | Rôbốt biết yêu                      | Rôbốt biết yêu                           | Đề cử                              |
| Partly Cloudy                        | 2009 | Vút bay                             | Vút bay                                  |                                    |
| Day & Night                          | 2010 | Câu chuyện đồ chơi 3                | Câu chuyện đồ chơi 3                     | Đề cử                              |
| La Luna                              | 2011 | Công chúa tóc xù                    | Công chúa tóc xù                         | Đề cử                              |
| The Blue Umbrella                    | 2013 | Lò đào tạo quái vật                 | Lò đào tạo quái vật                      |                                    |
| Lava                                 | 2014 | Những mảnh ghép cảm xúc             | Những mảnh ghép cảm xúc                  |                                    |
| Sanjay's Super Team                  | 2015 | Chú khủng long tốt bụng             | Chú khủng long tốt bụng                  | Đề cử                              |
| Piper trên bờ biển                   | 2016 | Đi tìm Dory                         |                                          |                                    |

Notes
1. ↑  Sản xuất bởi The Graphics Group, một công ty con của Lucasfilm - công ty sau đó trở thành Pixar.

### Liên quan tới phim dài
| Tên                                                                 | Năm  | Phát hành lần đầu tại rạp cùng phim                               | Phát hành cho gia đình lần đầu cùng phim | Giải Oscar cho phim hoạt hình ngắn |
| ------------------------------------------------------------------- | ---- | ----------------------------------------------------------------- | ---------------------------------------- | ---------------------------------- |
| Mike's New Car                                                      | 2002 |                                                                   | Công ty Quái vật                         | Đề cử                              |
| Exploring the Reef                                                  | 2003 | Đi tìm Nemo                                                       |                                          |                                    |
| Jack-Jack Attack, Mr. Incredible and Pals, and The Incredible Socks | 2005 | Gia đình siêu nhân                                                |                                          |                                    |
| Mater and the Ghostlight                                            | 2006 | Vương quốc xe hơi                                                 |                                          |                                    |
| Your Friend the Rat                                                 | 2007 | Chuột đầu bếp                                                     |                                          |                                    |
| BURN-E                                                              | 2008 | Rôbốt biết yêu                                                    |                                          |                                    |
| Dug's Special Mission                                               | 2009 | Vút bay                                                           |                                          |                                    |
| George & A.J.                                                       | 2009 |                                                                   |                                          |                                    |
| Buzz Lightyear Mission Logs                                         | 2010 | Câu chuyện đồ chơi, Câu chuyện đồ chơi 2, và Câu chuyện đồ chơi 3 |                                          |                                    |
| The Legend of Mor'du                                                | 2012 | Công chúa tóc xù                                                  |                                          |                                    |
| Party Central                                                       | 2013 | Muppets Most Wanted                                               |                                          |                                    |
| Riley's First Date?                                                 | 2015 |                                                                   | Những mảnh ghép cảm xúc                  |                                    |

## Loạt phim
Từ năm 2008, Pixar bắt đầu sản xuất các phim ngắn dựa trên các nhân vật hoạt hình được tạo ra trước đó. Các phim ngắn này được chiếu trên Toon Disney, Disney Channel hoặc ra mắt tại rạp.

### Cars Toons
Series phim hoạt hình Cars Toons được đạo diễn bởi John Lasseter, Victor Navone và Rob Gibbs với hai nhân vật chính là Mater và Lightning McQueen từ bộ phim Cars. Series được chia làm hai phần: Mater's Tall Tales và Tales from Radiator Springs. Tập đầu tiên Rescue Squad Mater được phát sóng vào 27 tháng 10 năm 2008 trên Toon Disney. Không chỉ dành riêng cho truyền hình, một vài tập trong series còn được phát hành qua DVDs/Blu-rays hoặc công chiếu như một phim ngắn tại rạp.

#### Mater's Tall Tales
| Tên                       | Năm  | Kênh phát hành                       |
| ------------------------- | ---- | ------------------------------------ |
| Rescue Squad Mater        | 2008 | Toon Disney                          |
| Mater the Greater         | 2008 | Toon Disney                          |
| El Materdor               | 2008 | Toon Disney                          |
| Tokyo Mater               | 2008 | Công chiếu tại rạp cùng Tia chớp     |
| Unidentified Flying Mater | 2009 | Disney Channel                       |
| Monster Truck Mater       | 2010 | Disney Channel                       |
| Heavy Metal Mater         | 2010 | Disney Channel                       |
| Moon Mater                | 2010 | DVD+Blu-ray, cùng Mater's Tall Tales |
| Mater Private Eye         | 2010 | DVD+Blu-ray, cùng Mater's Tall Tales |
| Air Mater                 | 2011 | DVD+Blu-ray, cùng Cars 2             |
| Time Travel Mater         | 2012 | Disney Channel                       |

#### Tales from Radiator Springs
| Tên                         | Năm  | Kênh phát hành         |
| --------------------------- | ---- | ---------------------- |
| Hiccups                     | 2013 | Disney Channel         |
| Spinning                    | 2013 | Disney Channel         |
| Bugged                      | 2013 | Disney Channel         |
| The Radiator Spring 500 1/2 | 2014 | Disney Movies Anywhere |

### Toy Story Toons
Dựa trên loạt phim Toy Story, series phim có nội dung là các câu chuyện xảy ra sau bộ phim Toy Story 3, tại nhà của Bonnie, ngôi nhà mới của các nhân vật đồ chơi.
| Tên               | Năm  | Kênh phát hành                                                                                      |
| ----------------- | ---- | --------------------------------------------------------------------------------------------------- |
| Hawaiian Vacation | 2011 | Phát hành tại rạp và DVD+Blu-ray, với Cars 2                                                        |
| Small Fry         | 2011 | Phát hành tại rạp với The Muppets; DVD+Blu-ray với Pixar Short Films Collection Volume 2            |
| Partysaurus Rex   | 2012 | Phát hành tại rạp với Đi tìm Nemo 3D; DVD+Blu-ray với Công ty Quái vật Ultimate Collector's Edition |

## Chương trình truyền hình đặc biệt
| Tên                        | Năm  | Kênh phát hành |
| -------------------------- | ---- | -------------- |
| Toy Story of Terror!       | 2013 | ABC            |
| Toy Story That Time Forgot | 2014 | ABC            |

## Hợp tuyển
Pixar ra mắt Pixar Short Films Collection Volume 1, một tập hợp các bộ phim ngắn của họ, phát hành dưới định dạng DVD và Blu-ray vào ngày 6 tháng 11 năm 2007. Đây là phiên bản được cập nhật từ sản phẩm được ra mắt trước đó là Tiny Toy Stories, bao gồm tất cả các phim ngắn của Pixar tính đến Lifted năm 2006, bao gồm cả The Adventures of André and Wally B., phim ngắn được tạo bởi Pixar vào năm 1984 khi còn trực thuộc Lucasfilm. Pixar Short Films Collection Volume 2 được ra mắt vào ngày 13 tháng 11 năm 2012.

## Sản phẩm bổ sung
Bắt đầu với Finding Nemo, Pixar tạo thêm các đoạn phim phụ phục vụ việc giới thiệu hoặc giải thích nội dung của bộ phim chính khi phát hành dưới dạng DVD/Blu-ray hoặc để sử dụng cho các điểm tham quan tại các công viên giải trí của Disney.
| Tên                         | Năm  | Phát hành cho gia đình cùng phim                                                                                              |
| --------------------------- | ---- | --- |
| 'It's Tough to Be a Bug!    | 1998 | N/A (sử dụng cho điểm tham quan tại Disney's Animal Kingdom và Disney California Adventure Park)                              |
| Exploring the Reef          | 2003 | Finding Nemo |
| Turtle Talk with Crush      | 2004 | N/A (sử dụng cho điểm tham quan tại Epcot, Disney California Adventure Park, Tokyo DisneySea, Disney Dream và Disney Fantasy) |
| Mr. Incredible and Pals     | 2005 | The Incredibles |
| The Incredible Socks        | 2005 | The Incredibles |
| Buzz Lightyear Mission Logs | 2010 | Toy Story, Toy Story 2, và Toy Story 3                                                                                        |